# 劉仲威
劉 仲威（りゅう ちゅうい、生没年不詳）は、中国の南北朝時代の官僚・歴史家。本貫は南陽郡安衆県。西晋の鎮東将軍の劉喬の九世孫にあたる。

## 経歴
南朝斉の荊州治中従事史の劉之遴（劉虯の子）の子として生まれた。若くして向上心があり、文学書や史書を渉猟した。梁の承聖年間に中書侍郎となった。王琳が蕭荘を梁の皇帝として擁立すると、仲威はその下で御史中丞をつとめた。陳の天嘉元年（560年）、王琳が侯瑱に蕪湖で敗戦すると、仲威は蕭荘を連れて北斉に亡命した。北斉に仕えて中散大夫となった。武平3年（572年）、文林館が立てられて文学士が集められると、仲威は入館して選書にあたった。後に鄴で死去した。編著に『梁承聖中興略』10巻があった。

## 伝記資料
- 『陳書』巻18 列伝第12
- 『南史』巻50 列伝第40